# Не тронь меня (линейный корабль, 1725)
«Не тронь меня», «Не тронь», «Не касайся меня», или «Нолиметаньере» (от лат. Noli me tangere) — парусный линейный корабль Балтийского флота Российской империи, находившийся в составе флота с 1725 по 1736 или 1739 год, один из кораблей типа «Санкт-Михаил». В течение службы большую часть времени находился в портах Ревеля и Кронштадта, однако также принимал участие в плаваниях и учениях флота, в том числе в 1725 году был флагманским кораблём эскадры Томаса Сандерса.

## Описание корабля
Представитель серии парусных линейных кораблей типа «Санкт-Михаил». Корабли этого типа строились с 1721 по 1729 год в Санкт-Петербургском адмиралтействе. Всего в рамках серии было построено 4 линейных корабля. Длина корабля по сведениям из различных источников составляла 43,3—43,31 метра, ширина — 11,6—11,8 метра, а осадка — 5 метров. Вооружение судна составляли 54 орудия, включавшие восемнадцати-, восьми- и четырёхфунтовых пушки, а экипаж состоял из 360 человек.
В качестве гальюнной фигуры на корабле был установлен поясной скульптурный портрет Петра I, который в 1724 году был заказан скульптору Бартоломео Растрелли.

## История службы
Линейный корабль был заложен на стапеле Санкт-Петербургского адмиралтейства 15 (26) октября 1722 года и после спуска на воду 25 апреля (6 мая) 1725 года вошёл в состав Балтийского флота России. Строительство вёл корабельный мастер в ранге капитан-командора Р. Броун. Первоначально корабль получил наименование «Варахаилом», однако по личному распоряжению императрицы от 26 апреля (7 мая) был переименован в честь известного евангельского сюжета, описывающего первое после Воскресения явление Христа Марии Магдалине, в «Не тронь меня» или «Нолиметаньере» (от лат. Noli me tangere).
26 апреля (7 мая) на корабль были определены 100 матросов из кронштадтской эскадры, в тот же день ряд матросов и унтер-офицеров из ранее определённых в экипаж были назначены для получения мачт и такелажа. На следующий день 27 апреля (8 мая) также началась комплектация трёх галер для проводки корабля с верфи в Кронштадт.
7 (18) июня 1725 года корабль перешёл из Санкт-Петербурга в Кронштадт, где вошёл в состав кронштадтской эскадры. 21 июня (2 июля) покинул кронштадтскую гавань и в дальнейшем в составе флота под общим командованием генерал-адмирала графа Ф. М. Апраксина принял участие в практическом плавании в Финском заливе. Во время плавания находился в авангарде флота в эскадре вице-адмирала Д. Вильстера. При проведении учебного боя находился в линии баталии, состоящей из эскадры Д. Вильстера, усиленной кораблями «Принц Евгений» и «Арондель», которая имитировала атаку неприятельских кораблей на суда русской эскадры Ф. М. Апраксина. 21 августа (1 сентября) того же года в составе отряда, состоявшего также из кораблей «Принц Евгений» и «Санкт-Михаил», а также фрегатов «Крейсер» и «Яхт-Хунд», прибыл в ревельский порт, где был оставлен под командованием капитана 3-го ранга Я. Сорокольда.
В 1726 году входил в состав Ревельской эскадры, которая в течение всей кампании в плавания не выходила. Корабль для плаваний не оснащался, никаких припасов кроме балласта на него не завозилось, стоял в готовности к затоплению в случае нападения неприятеля, а команда, за исключением небольшого количества матросов оставленных для охраны, была перераспределена на береговые батареи.
23 апреля (4 мая) 1727 года корабль вышел из ревельской гавани, а на следующий день на нём поднял свой флаг контр-адмирал Т. Сандерс. 26 апреля (7 мая) во главе Ревельской эскадры под общим командованием Т. Сандерса «Не тронь меня» вышел в практическое плавание в Финский залив и на следующий день прибыл к Наргену, где эскадра стала на якорь. 29 апреля (10 мая) корабли эскадры снялись с якоря, 7 (18) мая подошли к Кроншлоту, а 8 (19) мая пришли в Кронштадт, где с кораблей эскадры был выгружен порох и они были введены в гавань, для установки на них пушек и загрузки провизии. 3 (14) июня после выполнения всех работ корабли вышли на кронштадтский рейд, а 5 (16) июня на корабле вновь был поднят флаг вице-адмирала Т. Сандерса, а на следующий день его посетил адмирал П. И. Сиверс. 9 (20) июня эскадра ушла в плавание к Красной Горке, где до 26 июня (7 июля) велось испытание мореходных качеств двух новопостроенных кораблей «Нарва» и «Пантелеймон-Виктория», также во время плавания к эскадре присоединились другие корабли флота. 28 июня (9 июля) на борту корабля вице-адмирал Т. Сандерс вёл переговоры со шкиперами английской бригантины «Бети» и гамбургского галиота «Дафриде», на которых узнал о кончине английского короля Георга I. 20 (31) августа совместно с кораблём «Армонт», «Не тронь меня» взял курс на Ревель, куда пришёл 31 августа (11 сентября) и где на нём был спущен вице-адмиральский флаг. 1 (12) декабря 1727 года начались работы по подготовке к вооружению корабля для участия в кампании следующего года.
В кампанию 1728 года согласно указу верховного тайного совета в Адмиралтейств-коллегию от 9 (20) апреля 1728 года находился в готовности к вооружению, однако как и остальные корабли ревельской и кронштадтской эскадр в море не выходил и всё время провёл в ревельской гавани.
В 1729 году вновь входил в состав Ревельской эскадры, в течение всего времени кампании этого года не выходившей в плавания. 11 (22) июня 1731 года по свидетельству корабельного мастера Р. Девенпорта корабль был гнил и требовал серьёзного ремонта, который невозможно было провести в Ревеле, в связи с чем 14 (25) июня было принято решение, дождавшись благоприятной погоды, отправить корабль на ремонт в Кронштадт. 6 (17) июля вышел из ревельской гавани на рейд, 8 (19) июля покинул ревельский рейд и 10 (21) июля пришёл в Кронштадт, где на следующий день вошёл в гавань. 10 (21) августа по заключению обер-сарваерской конторы выполнить ремонт корабля на воде не представлялось возможным и он был поставлен в очередь на ремонт в доках Санкт-Петербургского адмиралтейства на весну следующего года, однако сведений о проведении дальнейшего ремонта не сохранилось. На следующий день экипаж корабля был передан на корабль «Арондель», который готовился к переходу в Ревель.
После перехода корабль в море больше не выходил. По одним данным он был разобран в Кронштадте в 1736 году, по другим — там же после 1739 года.

## Командиры корабля
Командирами линейного корабля «Не тронь меня» в разное время служили:
- капитан 2-го ранга П. Клавер (до мая 1725 года)[29];
- капитан 3-го ранга Я. С. Барш (с мая до 3 (14) июня 1725 года)[30][31];
- капитан-поручик Г. Торсен[комм. 10] (с 3 (14) июня по 20 (31) августа 1725 года)[30][32];
- капитан 3-го ранга Я. Сорокольд[комм. 11] (с 20 (31) августа 1725 года до 1 (12) июля 1726 года)[30][33];
- капитан-лейтенант Я. Дюсен[комм. 12] (с 1 (12) июля 1726 года)[35][36];
- контр-адмирал, а с 6 (17) мая 1727 года вице-адмирал Т. Сандерс (1727 год)[37][38];
- капитан-лейтенант Л. Брант (1728 год)[39][24];
- капитан 3-го ранга У. Вильстер (с 29 апреля (10 мая) 1728 года)[39][40];
- капитан 3-го ранга Д. Кеннеди (в июле 1731 года)[41].